# 13770 Commerson
A 13770 Commerson (ideiglenes jelöléssel 1998 ST145) a Naprendszer kisbolygóövében található aszteroida. Eric Walter Elst fedezte fel 1998. szeptember 20-án.